# 暴雪嘉年华
暴雪嘉年华（BlizzCon）是美國電子遊戲子公司暴雪娛樂於每年舉辦的年度盛事，主要內容包括旗下遊戲：《魔獸爭霸》、《星海爭霸》、《暗黑破壞神》及《鬥陣特攻》 。

## 簡介

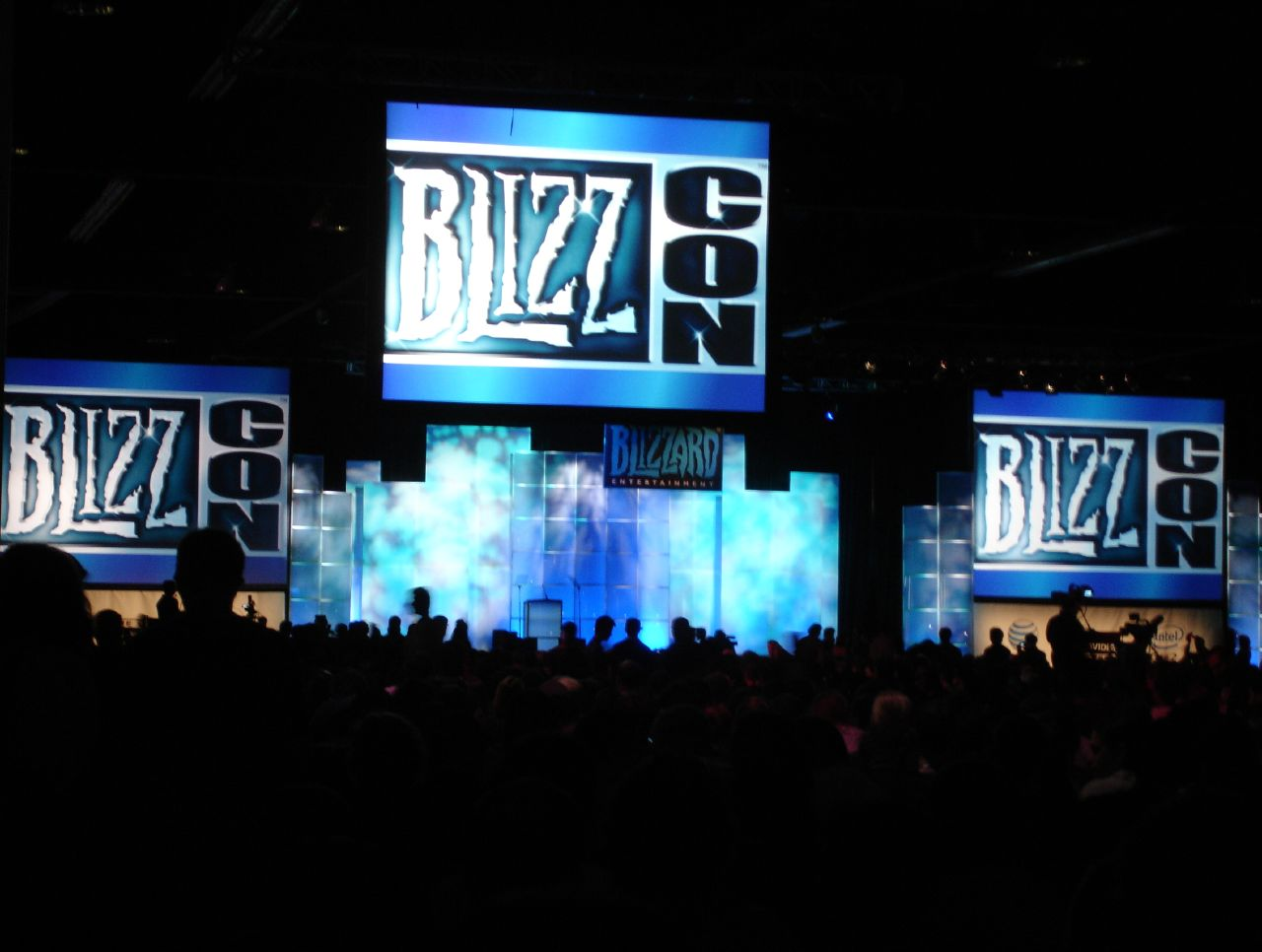
2007年暴雪嘉年华開幕禮

首屆之暴雪嘉年华在2005年10月於美國加州安納漢市之安納漢會議中心舉行。活動內容一般包括公佈旗下遊戲的新內容、預告新遊戲的推出及開發人員的現場互動問答。在遊戲競技方面，包括《魔獸世界》競技場、《魔獸爭霸III：寒冰霸權》淘汰賽及《星海爭霸》邀請賽。
除了和遊戲有關之環節，暴雪嘉年华還包括玩家畫作、影片製作、配樂製作、CosPlay等各種競賽。此外，於每年的閉幕晚會也會有暴雪內部員工組成的精英牛頭樂隊參與演出。
每位入場人士也會獲得由暴雪娛樂送贈的「驚喜袋」，內含暴雪遊戲的相關產品，例如：於2005年的「驚喜袋」送贈了《魔獸世界》遊戲內小魚人寵物的兌換碼。另外，「驚喜袋」也會送贈暴雪即將發行遊戲之封閉測試權兌換碼，如2005年的《魔獸世界：燃燒的遠征》資料片、2007年的《魔獸世界：巫妖王之怒》資料片及2008年之《星海爭霸II》。
首三年之入場門票售價為100美元，於2009年舉辦時提高為125美元，2010年為150美元，2011年則為175美元。門票可於兩日之展覽內進場參與所有活動及獲得「驚喜袋」。
除暴雪嘉年华外，暴雪也會於其他國家舉行暴雪全球邀請賽。

## 暴雪嘉年华年表
| 年份 | 日期           | 参会人数（大概） | 闭幕式                                             | 门票(USD) | 虚拟门票 (USD)    |
| ---- | -------------- | ---------------- | -------------------------------------------------- | --------- | ----------------- |
| 2005 | 10月28日至29日 | 8,000            | The Offspring、克里斯蒂安·芬尼根、L60ETC           | 50        | 无                |
| 2006 | 未举办         | 未举办           | 未举办                                             | 未举办    | 未举办            |
| 2007 | 8月3日至4日    | 13,000           | 電玩交響音樂會、傑·摩爾、L70ETC                    | 100       | 无                |
| 2008 | 10月10日至11日 | 15,000           | 电玩交响音乐会、巴顿·奥斯瓦尔特、凯尔·基纳、L70ETC | 100       | 无                |
| 2009 | 8月21日至22日  | 20,000           | 奥齐·奥斯本                                        | 125       | 39.95             |
| 2010 | 10月22日至23日 | 27,000           | 頑強的D、戴夫·格羅爾                               | 150       | 39.99             |
| 2011 | 10月21日至22日 | 26,000           | 喷火战机乐队、TAFKL80ETC/L90ETC                    | 175       | 39.99             |
| 2012 | 未举办         | 未举办           | 未举办                                             | 未举办    | 未举办            |
| 2013 | 11月8日至9日   | 26,000           | 眨眼182                                            | 175       | 39.99             |
| 2014 | 11月7日至8日   | 26,000           | 金属乐队、L90ETC/Elite Tauren Chieftains           | 199       | 39.99             |
| 2015 | 11月6日至7日   | 25,000           | 聯合公園                                           | 199       | 39.99             |
| 2016 | 11月4日至5日   | 27,000+          | 「怪人奧爾」揚科維奇                               | 199       | 39.99             |
| 2017 | 11月3日至4日   | 35,000+          | 缪斯乐队                                           | 199       | 39.99             |
| 2018 | 11月2日至3日   | 40,000+          | 追隨者合唱團、琳西·特莉、克里斯蒂安·奈恩           | 199       | 49.99             |
| 2019 | 11月1日至2日   |                  | Fitz and the Tantrums、The Glitch Mob、Haywyre     | 229       | 49.99             |
| 2020 | 未举办         | 未举办           | 未举办                                             | 未举办    | 未举办            |
| 2021 | 2月20日至21日  | 线上形式         | 克里斯蒂安·奈恩、金属乐队、MAMAMOO                 | 无        | 19.99/39.99/59.99 |
| 2022 | 未举办         | 未举办           | 未举办                                             | 未举办    | 未举办            |
| 2023 | 11月3日至4日   |                  | LE SSERAFIM                                        | 299       | 29.99/49.99       |
| 2024 | 未举办         | 未举办           | 未举办                                             | 未举办    | 未举办            |
| 2025 | 未举办         | 未举办           | 未举办                                             | 未举办    | 未举办            |
| 2026 | 9月12日至13日  |                  |                                                    |           |                   |

#### 2019年
2019年暴雪嘉年华于11月1日至2日在加利福尼亚安纳海姆会展中心举办，活动门票在AXS.com购买，售票日期为5月4日至8日。与传统的“礼物袋”不同的是，为纪念魔兽争霸25周年，今年的纪念收藏品可以在持斧兽人步兵和联盟人类步兵中选择。展会门票涨至229美元，并且提供了新的“门户通行证”选项，售价500美元。门户通行证在基础门票上有了部分优势，例如提前接触暗月马戏团、特殊的活动室与员工和电竞选手近距离接触，单独的注册通道及安检通道等。本界嘉年华上，暴雪娱乐公布了正在开发中的《守望先锋2》和《暗黑破坏神IV》、《魔兽世界》新资料片《暗影国度》及《炉石传说》新扩展包《巨龙降临》。

#### 2021年
受新冠疫情等因素的影响，暴雪官方宣布将停办2020年的暴雪嘉年华活动。2020年9月末暴雪发布消息称将新一届暴雪线上嘉年华改到北京时间2021年2月20日、21日举办。